# Perliodes affinis
Perliodes affinis är en insektsart som beskrevs av Ludwig Redtenbacher 1906. Perliodes affinis ingår i släktet Perliodes och familjen Pseudophasmatidae. Inga underarter finns listade i Catalogue of Life.